# 스모 디지털
스모 디지털(Sumo Digital) 또는 스모 디지털 리미티드(Sumo Digital Ltd.)는 셰필드에 본사를 둔 영국의 비디오 게임 개발자이며, 2017년부터 스모 그룹의 주요 자회사이다. 이 회사는 2003년 인포그램즈 스튜디오 경영팀의 전 멤버 4명에 의해 설립되었다.

## 역사
스모 디지털은 2003년 칼 캐버스, 폴 포터, 대런 밀스, 제임스 노스-헌 등 인포그램 스튜디오의 전 경영팀 4명이 회사가 폐쇄된 후 설립했다. 2007년 스모 디지털은 인도에 스모 인디아라는 이름으로 자회사 스튜디오를 설립했다. 2007년 8월, 파운데이션 9 엔터테임넌트는 스모 디지털을 인수한다고 발표했으며, 노스-헌은 파운데이션 9의 유럽 사업 운영자가 되었다. 노스-헌은 2008년 3월 최고 경영자로 파운데이션 9에 합류했다. 2014년 11월, 스모 디지털의 임원들은 파운데이션 9에서 경영자매수를 완료했다. 이 거래에서 스모 디지털의 경영진은 노스에지 캐피털(NorthEdge Capital)의 지원을 받았고 파운데이션 9은 GP Bullhound의 자문을 받았다. 2016년 1월, 스모 디지털은 노팅엄, 잉글랜드에 세 번째 개발 스튜디오인 스모 노팅엄을 개설했다.

### 스모 그룹 산하
모회사인 스모 그룹은 2017년 12월에 설립되어 상장되었다. 2018년 1월, 스모 디지털은 CCP 게임즈의 게이츠헤드 기반 스튜디오인 CPP 뉴캐슬을 인수했다. 8월에는 개발사 더 차이니스 룸을 인수했다. 2019년 2월, 스모 디지털은 외주 비디오 게임 스튜디오인 Red Kite Games를 인수했다. 며칠 후, 이 스튜디오는 로열레밍턴스파, 잉글랜드에 또 다른 새 스튜디오를 열어 모바일 게임 개발에 집중했다. 2019년 10월, 잉글랜드 워링턴에 스모 노스 웨스트가 개설되었으며, 에벌루션 스튜디오의 공동 설립자인 스콧 커크랜드가 이끌었다. 2020년 5월 스모 그룹이 Lab42를 인수하면서 로열레밍턴스파에 기반을 둔 Lab42와 29명의 직원이 스모 디지털 스튜디오에 추가되었다. 스모 디지털은 2020년 10월 블록체인 회사 Dapper Labs와 파트너십을 발표했다. 2021년 2월, 스모 디지털은 폴란드의 비디오 게임 스튜디오 PixelAnt Games를 인수했다.
2025년 2월, 스모 디지털은 자체 지식 재산권 개발 계획을 포기했다.

## 게임

### 개발한 게임
| 연도 | 제목                              | 플랫폼 | 배급사                       | Ref(s). |
| ---- | --------------------------------- | --- | ---------------------------- | ------- |
| 2005 | 버추어 테니스: 월드 투어          | 플레이스테이션 포터블                                                                                          | 세가                         | [ 19 ]  |
| 2006 | 아웃런 2006: 코스트 2 코스트      | 마이크로소프트 윈도우, 플레이스테이션 2, 플레이스테이션 포터블, 엑스박스                                       | 세가                         | [ 20 ]  |
| 2006 | Go! 스도쿠                        | 플레이스테이션 3, 플레이스테이션 포터블                                                                        | 소니 컴퓨터 엔터테인먼트     | [ 21 ]  |
| 2006 | 레이스 드라이버 2006              | 플레이스테이션 포터블                                                                                          | 코드마스터즈                 | [ 22 ]  |
| 2007 | 슈퍼 럽 어 덥                     | 플레이스테이션 3                                                                                               | 소니 컴퓨터 엔터테인먼트     | [ 23 ]  |
| 2008 | 세가 슈퍼스타즈 테니스            | 닌텐도 DS, 플레이스테이션 2, 플레이스테이션 3, Wii, 엑스박스 360                                               | 세가                         | [ 24 ]  |
| 2008 | 뉴 인터내셔널 트랙 & 필드         | 닌텐도 DS | 코나미                       | [ 25 ]  |
| 2008 | GTI 클럽+: 랠리 코트다쥐르        | 플레이스테이션 3                                                                                               | 코나미                       | [ 26 ]  |
| 2009 | 아웃런 온라인 아케이드            | 플레이스테이션 3, 엑스박스 360                                                                                 | 세가                         | [ 27 ]  |
| 2009 | 버추어 테니스 2009                | 마이크로소프트 윈도우, 플레이스테이션 3, Wii, 엑스박스 360                                                     | 세가                         | [ 28 ]  |
| 2009 | 디즈니의 크리스마스 캐럴          | 닌텐도 DS | 디즈니 인터랙티브 스튜디오   | [ 29 ]  |
| 2009 | F1 2009                           | 플레이스테이션 포터블, Wii                                                                                     | 코드마스터즈                 | [ 30 ]  |
| 2010 | 소닉 & 세가 올스타즈 레이싱       | 안드로이드, 아케이드, 블랙베리, IOS, 마이크로소프트 윈도우, 닌텐도 DS, 플레이스테이션 3, Wii, 엑스박스 360     | 세가                         | [ 31 ]  |
| 2010 | 닥터 후: 어드벤처 게임            | macOS, 마이크로소프트 윈도우                                                                                   | BBC 웨일즈 인터랙티브        | [ 32 ]  |
| 2012 | 소닉 & 올스타즈 레이싱 트랜스폼드 | 안드로이드, IOS, 마이크로소프트 윈도우, 닌텐도 3DS, 플레이스테이션 3, 플레이스테이션 비타, Wii U, 엑스박스 360 | 세가                         | [ 31 ]  |
| 2013 | 모시 몬스터즈: 카츠마 언리시드    | 닌텐도 3DS, 닌텐도 DS                                                                                          | 액티비전                     | [ 33 ]  |
| 2014 | 리틀빅플래닛 3                    | 플레이스테이션 3, 플레이스테이션 4                                                                             | 소니 컴퓨터 엔터테인먼트     | [ 34 ]  |
| 2014 | 스코치드: 컴뱃 레이싱             | 안드로이드, IOS                                                                                                | Rogue Play                   |         |
| 2017 | 스네이크 패스                     | 마이크로소프트 윈도우, 닌텐도 스위치, 플레이스테이션 4, 엑스박스 원                                            | 스모 디지털                  | [ 35 ]  |
| 2019 | 크랙다운 3                        | 마이크로소프트 윈도우, 엑스박스 원                                                                             | 엑스박스 게임 스튜디오       | [ 36 ]  |
| 2019 | 팀 소닉 레이싱                    | 마이크로소프트 윈도우, 닌텐도 스위치, 플레이스테이션 4, 엑스박스 원                                            | 세가                         | [ 13 ]  |
| 2020 | 스파이더                          | IOS, TvOS | 스모 디지털                  | [ 37 ]  |
| 2020 | 색보이: 어 빅 어드벤처            | 플레이스테이션 4, 플레이스테이션 5, 마이크로소프트 윈도우                                                      | 소니 인터랙티브 엔터테인먼트 | [ 38 ]  |
| 2021 | 후드: 아웃로즈 & 레전드           | 마이크로소프트 윈도우, 플레이스테이션 4, 플레이스테이션 5, 엑스박스 원, 엑스박스 시리즈 X/S                    | Focus Home Interactive       | [ 39 ]  |
| 2023 | 텍사스 전기톱 학살                | 마이크로소프트 윈도우, 플레이스테이션 4, 플레이스테이션 5, 엑스박스 원, 엑스박스 시리즈 X/S                    | Gun Interactive              | [ 40 ]  |
| 2024 | 스탬피드: 레이싱 로얄             | 마이크로소프트 윈도우, 엑스박스 시리즈 X/S                                                                     | 시크릿 모드                  |         |
| 2024 | 데스스프린트 66                   | 마이크로소프트 윈도우                                                                                          | 시크릿 모드                  |         |
| 2024 | 크리터 카페                       | 마이크로소프트 윈도우, 닌텐도 스위치                                                                           | 시크릿 모드                  |         |

### 이식한 게임
| 연도 | 제목                                         | 플랫폼                                                                       | 배급사                     | Ref(s). |
| ---- | -------------------------------------------- | ---------------------------------------------------------------------------- | -------------------------- | ------- |
| 2004 | 아웃런 2                                     | 엑스박스                                                                     | 세가                       | [ 41 ]  |
| 2004 | 아웃런 2 SP                                  | 플레이스테이션 2                                                             | 세가                       | [ 42 ]  |
| 2005 | TOCA 레이스 드라이버 2                       | 플레이스테이션 포터블                                                        | 코드마스터즈               | [ 43 ]  |
| 2006 | TOCA 레이스 드라이버 3 챌린지                | 플레이스테이션 포터블                                                        | 코드마스터즈               | [ 44 ]  |
| 2007 | 버추어 테니스 3                              | 마이크로소프트 윈도우, 플레이스테이션 3, 플레이스테이션 포터블, 엑스박스 360 | 세가                       | [ 24 ]  |
| 2009 | 콜린 맥레이: 더트 2                          | 플레이스테이션 포터블, Wii                                                   | 코드마스터즈               | [ 45 ]  |
| 2010 | 스플릿/세컨드: 벨로시티                      | 플레이스테이션 포터블                                                        | 디즈니 인터랙티브 스튜디오 | [ 46 ]  |
| 2011 | 세가 랠리 온라인 아케이드                    | 플레이스테이션 3, 엑스박스 360                                               | 세가                       | [ 47 ]  |
| 2014 | 포르자 호라이즌 2                            | 엑스박스 360                                                                 | 마이크로소프트 스튜디오    | [ 48 ]  |
| 2015 | 포르자 호라이즌 2 프레젠트 패스트 & 퓨리어스 | 엑스박스 360                                                                 | 마이크로소프트 스튜디오    | [ 49 ]  |
| 2018 | 페이데이 2                                   | 닌텐도 스위치                                                                | Starbreeze Studios         | [ 50 ]  |

### 공동 개발한 게임
| 연도 | 제목                                      | 플랫폼 | 배급사                     | Ref(s). |
| ---- | ----------------------------------------- | --- | -------------------------- | ------- |
| 2004 | 잉글랜드 인터내셔널 풋볼                  | 엑스박스 | 코드마스터즈               | [ 51 ]  |
| 2006 | 브로큰 소드: 죽음의 천사                  | 마이크로소프트 윈도우                                                                                                 | THQ                        | [ 52 ]  |
| 2007 | 드라이버 76                               | 플레이스테이션 포터블                                                                                                 | 유비소프트                 | [ 53 ]  |
| 2010 | 데드 스페이스 이그니션                    | 플레이스테이션 3, 엑스박스 360                                                                                        | 일렉트로닉 아츠            | [ 54 ]  |
| 2011 | F1 2011                                   | 닌텐도 3DS, 플레이스테이션 비타                                                                                       | 코드마스터즈               | [ 55 ]  |
| 2012 | 나이키+ 키넥트 트레이닝                   | 엑스박스 360 | 마이크로소프트 스튜디오    | [ 56 ]  |
| 2013 | 엑스박스 피트니스                         | 엑스박스 원 | 마이크로소프트 스튜디오    | [ 11 ]  |
| 2015 | 디즈니 인피니티 3.0                       | 마이크로소프트 윈도우, 플레이스테이션 3, 플레이스테이션 4, 엑스박스 360, 엑스박스 원, Wii U, 안드로이드, IOS, 애플 TV | 디즈니 인터랙티브 스튜디오 |         |
| 2016 | 히트맨                                    | 마이크로소프트 윈도우, 플레이스테이션 4, 엑스박스 원, 리눅스, MacOS, 스타디아                                         | IO 인터랙티브              | [ 57 ]  |
| 2018 | 히트맨 2                                  | 마이크로소프트 윈도우, 플레이스테이션 4, 엑스박스 원, 스타디아                                                        | IO 인터랙티브              | [ 58 ]  |
| 2020 | 핫샷 레이싱                               | 마이크로소프트 윈도우, 닌텐도 스위치, 플레이스테이션 4, 엑스박스 원                                                   | Curve Digital              | [ 59 ]  |
| 2021 | 포르자 호라이즌 4                         | 마이크로소프트 윈도우                                                                                                 | 엑스박스 게임 스튜디오     | [ 60 ]  |
| 2021 | 포르자 호라이즌 5                         | 마이크로소프트 윈도우, 엑스박스 원, 엑스박스 시리즈 X/S                                                               | 엑스박스 게임 스튜디오     | [ 61 ]  |
| 2021 | 콜 오브 듀티: 뱅가드                      | 마이크로소프트 윈도우, 플레이스테이션 4, 플레이스테이션 5, 엑스박스 원, 엑스박스 시리즈 X/S                           | 액티비전                   | [ 62 ]  |
| 2023 | 호그와트 레거시                           | 마이크로소프트 윈도우, 플레이스테이션 4, 플레이스테이션 5, 엑스박스 원, 엑스박스 시리즈 X/S, 닌텐도 스위치            | 워너 브라더스 게임즈       | [ 63 ]  |
| 2024 | 수어사이드 스쿼드: 저스티스 리그를 죽여라 | 마이크로소프트 윈도우, 플레이스테이션 5, 엑스박스 시리즈 X/S                                                          | 워너 브라더스 게임즈       | [ 64 ]  |
| 2025 | 기어스 오브 워: 리로디드                  | 마이크로소프트 윈도우, 플레이스테이션 5, 엑스박스 시리즈 X/S                                                          | 엑스박스 게임 스튜디오     | [ 65 ]  |

### 취소된 게임
| 연도 | 제목          | 플랫폼                | 배급사     | Ref(s).       |
| ---- | ------------- | --------------------- | ---------- | ------------- |
| 2020 | 프로젝트 노바 | 마이크로소프트 윈도우 | CCP 게임즈 | [ 66 ] [ 67 ] |